# Kira Marija Asenina
Kira Marija Asenina (Кира-Мария Асенина) bila je bugarska carevna i carica.
Kira Marija je bila kći cara Mice Asena i njegove žene Marije Asenine te unuka cara Ivana Asena II. i carice Irene. Kirin je brat bio car Ivan Asen III.
Kira se udala za plemića Georgija Tertera (njegov je novčić prikazan desno). On se rastao od svoje prve žene Marije i postao je despot. Uskoro je i preuzeo prijestolje jer je Ivan III. pobjegao u Bizantsko Carstvo. Kira je tako postala nova carica, ali nije bila popularna.
Brak Kire i Georgija izazivao je kontroverze jer je njegova prva žena još uvijek bila živa. Također, svećenici su smatrali da je brak Georgija i Kire nevažeći zbog toga. Patrijarh Joakim je prijetio da će izopćiti par te je Georgije vratio natrag Mariju na mjesto svoje carice supruge.
Moguće je da su Kira i Georgije imali kćer Anu.